# Tommy Remengesau
Thomas Esang "Tommy" Remengesau, Jr. (sinh ngày 29 tháng 2 năm 1956) là chính trị gia Palau, giữ chức Tổng thống Palau từ năm 2013. Trước đó,  Trước đó, ông giữ chức Tổng thống Palau, nhiệm kỳ từ năm 2001 đến năm 2009, và là Phó Tổng thống Palau, nhiệm kỳ từ năm 1993 đến năm 2001.
Ông được bầu làm Tổng thống với nhiệm kỳ 4 năm vào tháng 12 năm 2012, và nhậm chức vào ngày 17 tháng 1 năm 2013.